# Jermain Defoe
Jermain Colin Defoe OBE  (Londres, 7 de outubro de 1982) é um ex-futebolista inglês que atuava como atacante.
Defoe foi apontado oficial da Mui Excelentíssima Ordem do Império Britânico em 9 de junho de 2018 pelos serviços para a Jermain Defoe Foundation, uma fundação de caridade que ele fundou em 2013.